# 兴安杨
兴安杨（学名：Populus hsinganica）是杨柳科杨属的植物，为中国的特有植物。分布在中国大陆的内蒙古、河北等地，生长于海拔1,500米至1,890米的地区，常生于河边，目前尚未由人工引种栽培。

## 异名
- Populus hsinganica C. Wang et Skv. f. pilosa C. Wang et C. F. Fang
- Populus hsinganica C. Wang et Skv. f. truncata N. W. Ma